# Rainy River (miasto)
Rainy River – miasto w Kanadzie, w prowincji Ontario, w dystrykcie Rainy River. Leży nad rzeką Rainy, przy granicy z amerykańskim stanem Minnesota (po drugiej stronie rzeki znajduje się amerykańskie miasto Baudette).
Liczba mieszkańców Rainy River wynosi 909. Język angielski jest językiem ojczystym dla 92,1%, francuski dla 1,1% mieszkańców (2006).